# Cures

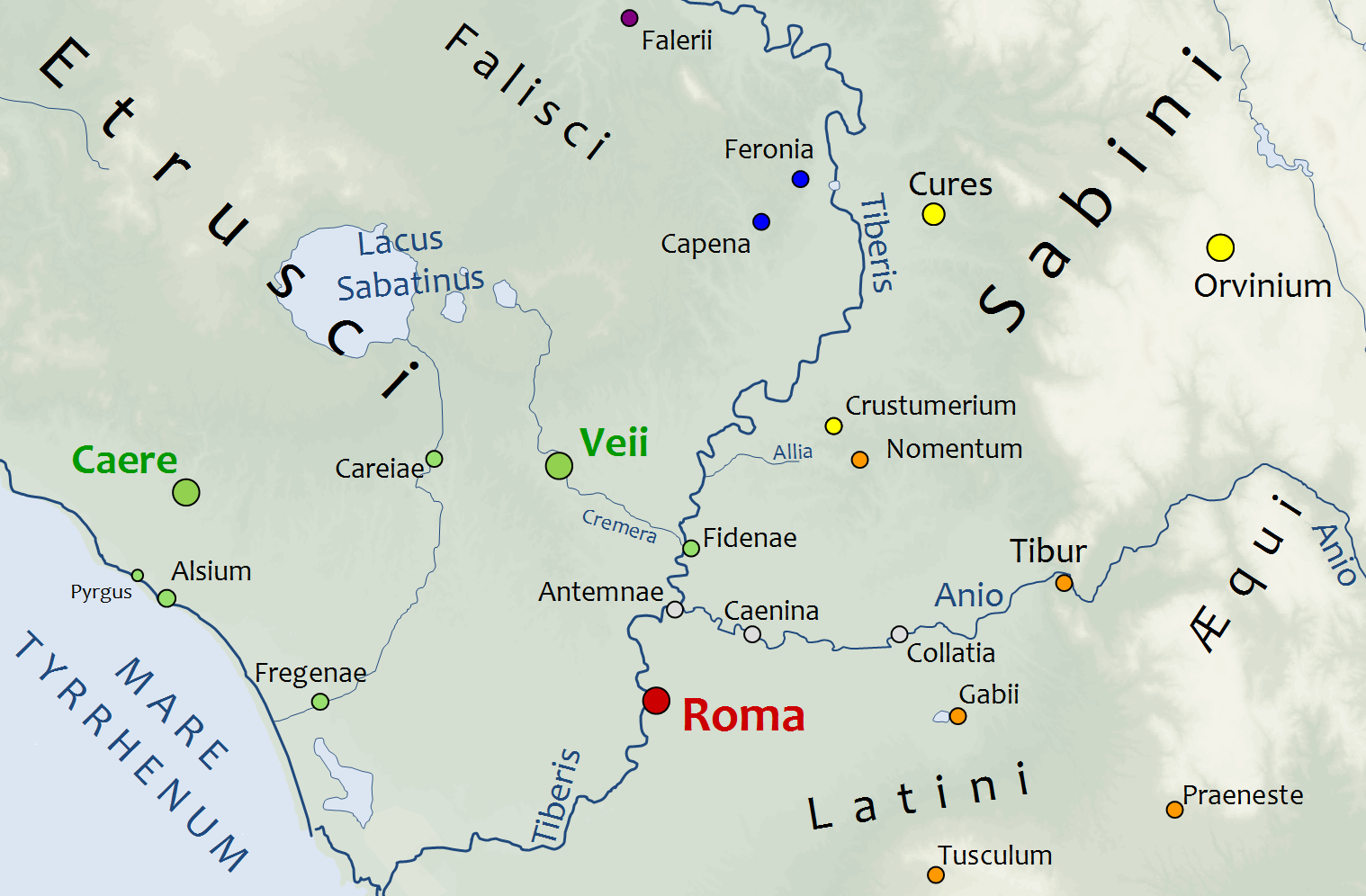
Roma y sus alrededores, mostrando a los latinos, sabinos y etruscos. Curas aparece en la esquina superior derecha del centro.

Cures o Curi  fue una antigua ciudad sabina citada por Cicerón, Virgilio, Estacio, Estrabón y Plutarco. Probablemente fundada por los sabinos, era su ciudad más importante. Sus restos se encuentran en el municipio de Fara in Sabina (provincia de Rieti).

## Descripción e historia
La fundación de Cures tiene mucha afinidad con la de Roma. La leyenda cuenta que su fundador, Modio Fabidio fue engendrado por una doncella aborigen y el dios Quirino. Fabidio fundó su ciudad y le puso por nombre Curis, que en lengua sabina significa «lanza». Este nombre expresaba el carácter valeroso del pueblo sabino y su destreza con las armas. La diosa Juno, en su templo de Faleria, localidad de Viterbo en el Lacio, fue venerada con el nombre de Curite: «armada con la lanza».
Por su parte la ciudad de Cures fue la residencia del rey sabino Tito Tacio de cuyo tiempo data el rapto de las sabinas y la sucesiva alianza entre romanos y sabinos. Fue también el lugar de origen de Numa Pompilio y de su sobrino Anco Marcio, segundo y cuarto reyes de Roma.
Cures se encontraba sobre la vía Salaria, en el límite de la Sabina, y decayó hasta convertirse en un modesto pueblo durante la época augústea. Durante los primeros siglos del Imperio se recuperó y llegó a convertirse en sede episcopal, siendo considerada una de las más antiguas diócesis de la Sabina. En 465 tiene como obispo a Tiberio. En el siglo VI, signo de que se encuentra en decadencia nuevamente, el papa Gregorio Magno la une a la diócesis de Nomentum. Probablemente ya habría sido invadida por los lombardos.
Sobrevivió casi hasta el final del siglo VIII cuando fue completamente destruida. En la localidad se construyeron algunas cabañas y aldeas que pertenecieron a la abadía de Farfa y que pertenecen a la comuna de Fara in Sabina, fundada por los lombardos en el siglo VII a lo largo del río Corese.

## Sitio arqueológico
Los trabajos arqueológicos en el área del Corese por la British School of Rome y por las autoridades del municipio de Fara in Sabina en el sitio de Arci sacaron a la luz cimientos de cabañas de la Edad de Hierro de finales del siglo IX y de los VIII y VII a. C. y una casa del siglo VI a. C. que seguramente perteneció a la ciudad de Cures.
Son visibles en el área los restos de termas romanas y algunas salas adyacentes excavadas por la familia Torlonia en el siglo XIX. También son visibles restos del pequeño teatro y se ha identificado una de las necrópolis sobre el monte Vacchio donde se habían encontrado los cimientos de cabañas de la Edad de Hierro pertenecientes a los pobladores protohistóricos y arcaicos de Cures.
La muy pobre necrópolis está compuesta por tumbas a cappuccina  casi desprovistas de elementos funerarios. La característica más relevante de este período es la gran difusión sobre el territorio de numerosas villas romanas. El desarrollo de estas tiene dos fases principales: la villa construida en forma poligonal, del siglo II a. C., y la construida en forma casi cuadriculada y con una estructuración más articulada y compleja de la villa y sus dependencias, del siglo I a. C.
Los restos de casi una hectárea de superficie de la villa en Grotte di Torri pertenecen a la de tipo poligonal de entre los siglos III y IV. En ella se reconocen dos pórticos que habrían tenido, o una función estructural, o habrían sido usados como deambulatorios o depósitos.
Otras villas importantes en el área son las de Fonteluna, la de Mirteto, las de Cagnani y San Lorenzo (en la localidad de Canneto) y las de San Andrés y San Pedro cerca de Borgo Salario. De construcción reticular son las de Grottaglie y de Piano San Giovanni, las de Grotta Scura, Monte San Marino y Fonte Vecchia.